# Рашер, Уильям
Уильям Аллен Рашер (19 июля 1923, Чикаго, Иллинойс — 16 апреля 2011, Сан-Франциско, Калифорния) — американский юрист, публицист, активист, оратор, участник дебатов, и консервативный обозреватель. Он был одним из основателей консервативного движения и был одним из его наиболее известных представителей в течение тридцати лет.

## Ранние годы
Рашер родился в Чикаго, штат Иллинойс, в 1923 году. Его семья не была особо политизированной, его родители были умеренными республиканцами, и его дед по отцовской линии был социалистом. В 1930 году семья переехала в Нью-Йорк. Рашер поступил в Принстонский университет в 16 лет, где он принимал участие в активной студенческой жизни, особенно в дебатах, и специализировался в области политики. После окончания в 1943 году и в службы во время войны в ВВС США, он учился на юридическом факультете Гарвардского университета, где он основал и возглавил клуб Молодые республиканцы Гарварда, который окончил в 1948 году. До 1956 года, Рашер практиковал корпоративное право в одной крупной фирмы на Уолл-стрит в Нью-Йорке. Затем он служил в качестве помощника адвоката в подкомитете внутренней безопасности Сената, под руководством главного адвоката Роберт Моррис, в течение семнадцати месяцев.
В середине 1957 года Уильям Ф. Бакли-младший нанял Рашера работать издателем National Review. В том журнале он писал колонку о бизнес-операциях, но больше служил каналом между СМИ и миром консервативной и республиканской политики. Он имел руководящую должность вроде полноправного участника внутренней деятельности на уровне старшего редактора. В National Review он будет выступать за то, чтобы поддерживать и развивать ведущую роль журнала в консервативном движении. При этом Рашер не всегда согласен с Бакли и старшим редактором Джеймсом Бернхэмом. В своей философии консервативной политики и его вере в настоятельную необходимость активного и объединённого движения проводить консервативную политику, он был особенно близок с другим старшим редактором журнала, Франком Мейером.
В 1961 году Рашер работал в предвыборной кампании сенатора Барри Голдуотера от республиканской партии на пост президента в 1963 году, известной как «Проект Голдуотера». Победа Голдуотера в Праймериз над губернатором Нью-Йорка Нельсоном Рокфеллером, как правило, признается как первый этап в восхождении консервативного движения к власти страны.
В 1960-х по 1980-е Рашер работает комментатором на радио и телевидении.
Его политическая деятельность была мотивирована антикоммунизмом на протяжении всей своей карьеры, он был ярым противником контркультуры 1960-х годов, и проявлял особый интерес в том, что он считал распространяющейся либеральной предвзятостью в средствах массовой информации. Будучи зрелым мужчиной, он крестился и стал традиционным англиканцем, хотя его религиозные взгляды редко встречались в его политическом дискурсе.
В 1985 году Рашер принимал участие на Международной конференции средств массовой информации в Токио с участием 700 журналистов из 87 стран.

## Уход на пенсию
Рашер ушел из National Review в возрасте 65 лет в конце 1988 года. На следующий год он переехал из Нью-Йорка в Сан-Франциско. В Калифорнии Рашер активно работал в качестве научного сотрудника Клермонтского Института с 1989 года до момента своей смерти в 2011 году.

## Книги Рашера и о Рашере
- Frisk, David B. (2011). If Not Us, Who? William Rusher, National Review, and the Conservative Movement.ISI Books. (forthcoming)
- Rusher, William A. The Rise of the Right. New York: National Review Books (1993), 261 pages, ISBN 0-688-01936-6 (hardback) or ISBN 0-9627841-2-5 (paper).
- Rusher, William A. «How to Win Arguments More Often Than Not.», Lanham: University Press of America (1985), 216 pages, ISBN 978-0-8191-4771-4
- Rusher, William A. «The Coming Battle for the Media.» New York: William Morrow & Co. (1988), 228 pages, ISBN 978-0-688-06433-4